# Ano
El ano es una abertura del tracto digestivo de un animal, siendo el extremo opuesto a la boca. 

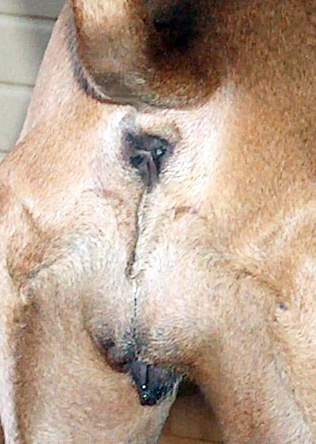
Ano de un perro.

Su función es controlar la expulsión de las heces, materia no deseada semisólida producida durante la digestión después de que todos los nutrientes se hayan extraído. Dependiendo del tipo de animal, puede ser materia que el animal no puede digerir, tales como huesos, pelos, celulosa, lignina, etc. Algunas materias ingeridas serían tóxicas si se mantienen en el tracto digestivo, lo que generaría la muerte o el exceso de bacterias intestinales que lo habitan en endosimbiosis.
En algunos animales, ese mismo orificio lo usan para excretar los desechos líquidos y sólidos, y para la cópula y la puesta de huevos, por lo que pasa a denominarse cloaca. Está presente en todas las aves, anfibios y reptiles, así como en algunos peces (condrictios).
Los mamíferos monotremas también tienen una cloaca, la que se cree es una característica heredada de los primeros amniotas a través de los terápsidos. Los marsupiales tienen dos orificios inferiores: uno para la excreción de sólidos y líquidos, y el otro para la reproducción, presentando una vagina en las hembras y un pene en los machos. Las hembras en los mamíferos placentarios tienen orificios totalmente separados para defecar, orinar, y para la reproducción; mientras que los machos tienen una abertura para la defecación y otra para la micción y reproducción, aunque los canales que fluyen hacia ese orificio son casi completamente independientes.
El desarrollo del ano fue una etapa importante en la evolución de los animales multicelulares. De hecho, parece haber ocurrido por lo menos dos veces, siguiendo diferentes caminos en protostomados y deuteróstomos. Esto acompañado o facilitado otros importantes desarrollos evolutivos: un plan corporal bilateral, el celoma, una cavidad interna que proporcionan espacio para el sistema circulatorio y, en algunos animales, un esqueleto hidrostático, que permite a algunos animales la metamerización, es decir, la segmentación del cuerpo, el que queda construido con repetidos «módulos» denominados metámeros, los que luego se especializaron.

## Galería

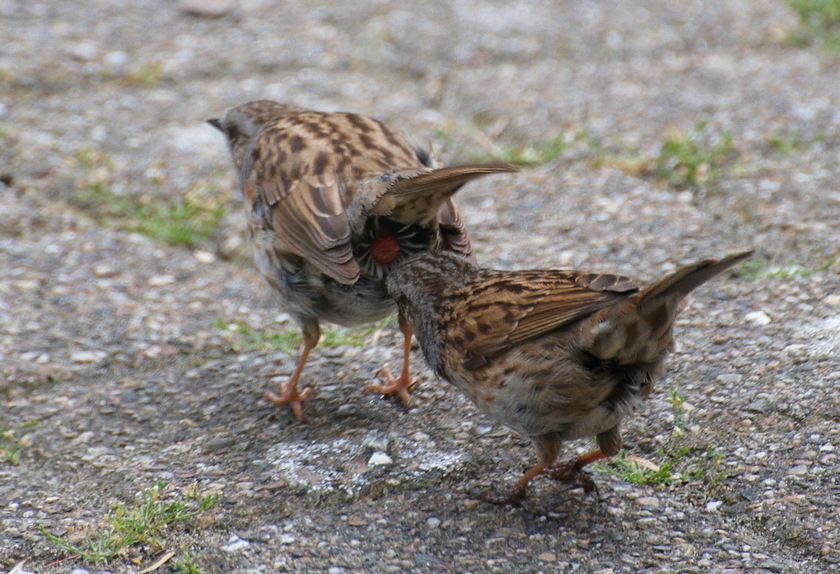
Abertura anal cloacal, en acentor común (Prunella modularis).
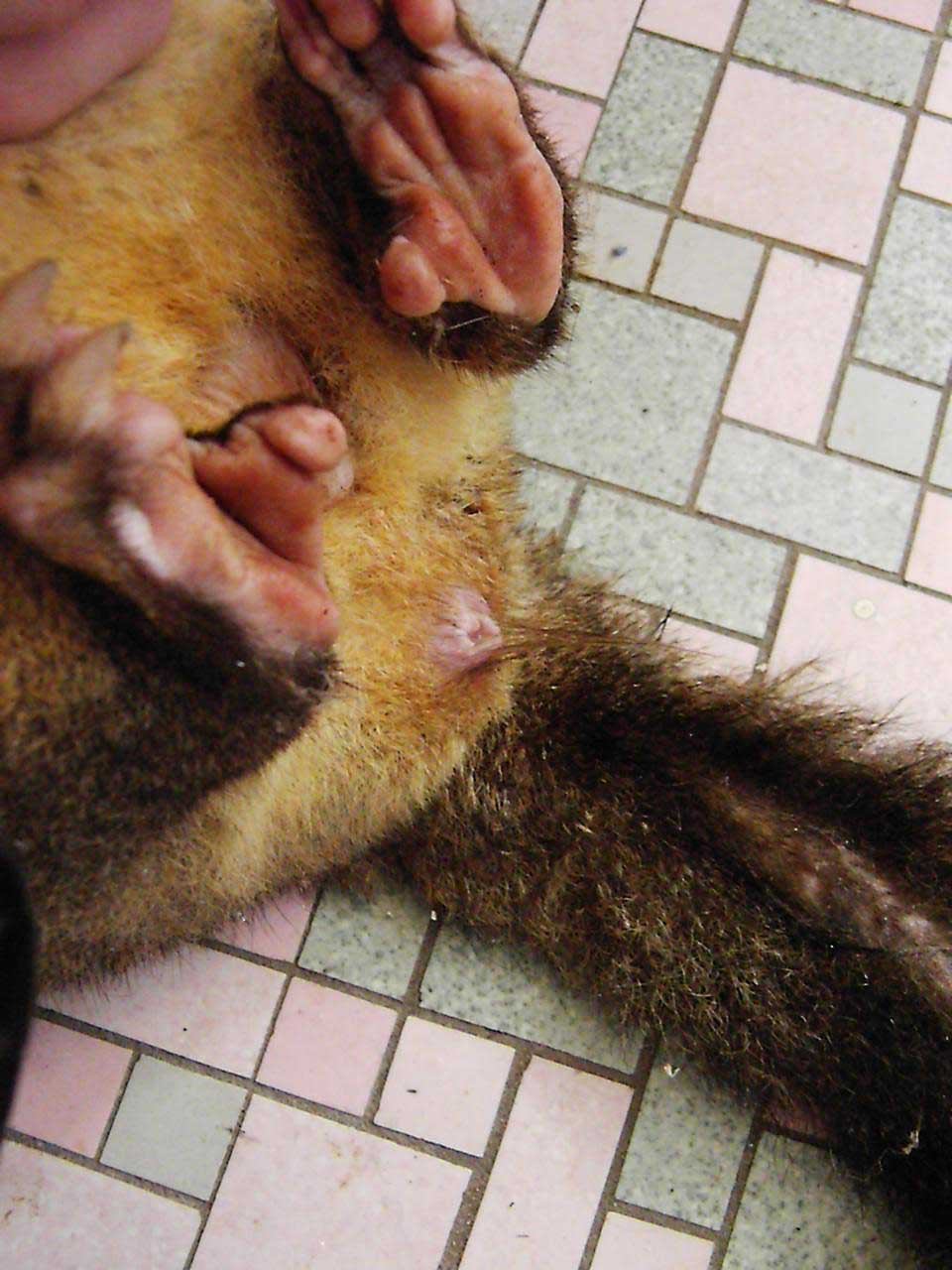
Abertura anal cloacal, en una zarigüeya australiana (Trichosurus vulpecula).
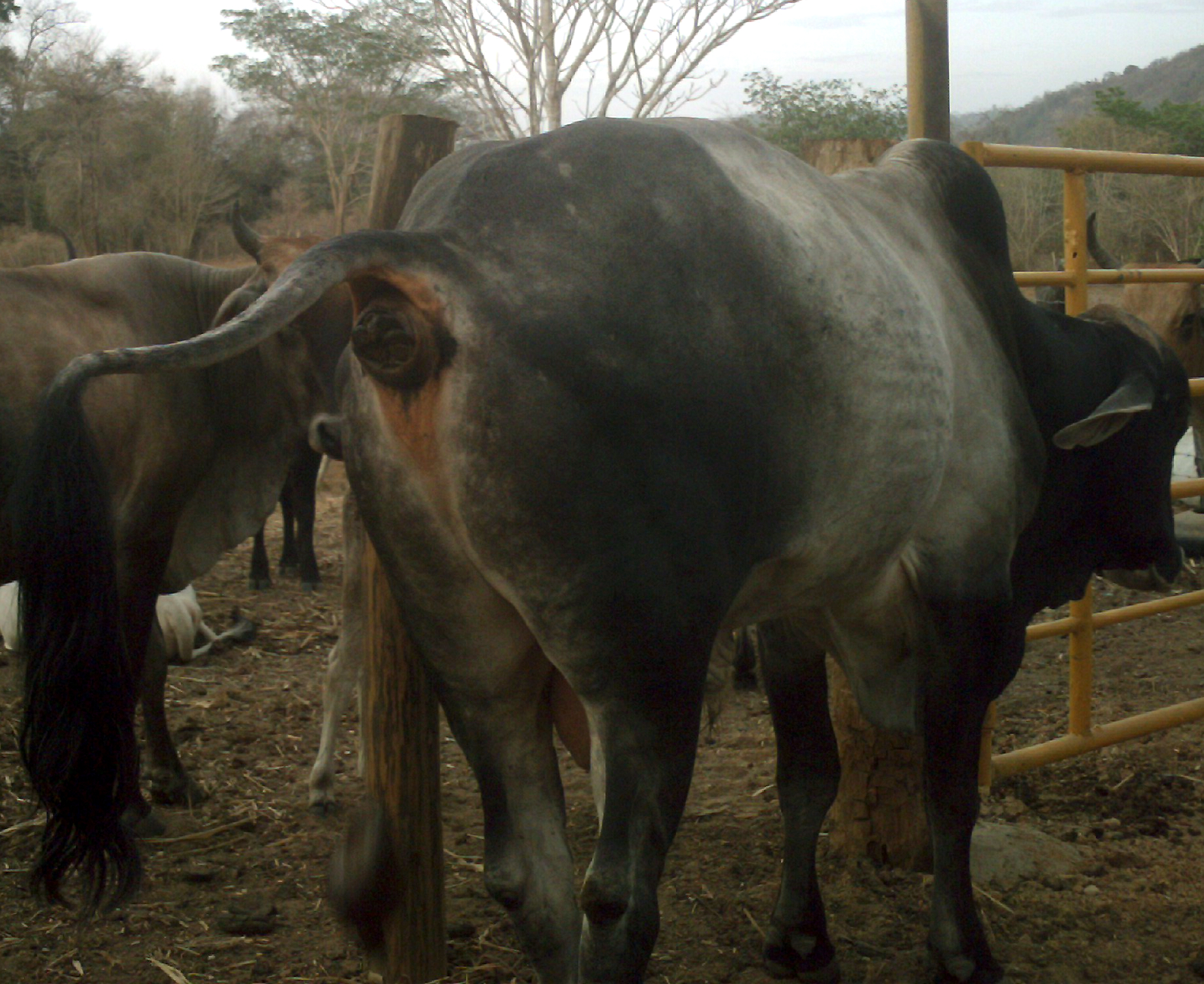
Ano de un bovino cebuino, al momento de la expulsión de las heces.